# Franz Fromme (Schriftsteller, 1910)
Franz Wilhelm Fromme (* 17. Mai 1910 in Lüchtringen; † 24. Januar 2012 in Holzminden) war ein deutscher Autor von Werken in plattdeutscher Sprache und Träger des Bundesverdienstkreuzes am Bande.
Der Sohn eines Postschaffners wurde nach seinem Schulabschluss im Verwaltungsdienst des Amtes Höxter-Land tätig. Er stieg bis zum Inspektor auf Probe auf, bis der Zweite Weltkrieg seine Laufbahn unterbrach. Er diente von 1939 bis 1945 und kämpfte in Russland und Frankreich. Während des Krieges wurde er zweimal schwer verwundet. Nach dem Kriegsende arbeitete er als Amtsinspektor des Amtes Höxter-Land und wurde später Stadtoberamtsrat der Stadt Höxter. 1973 ging er in den Ruhestand. Außerdem war er von 1954 bis 1969 stellvertretender Gemeindedirektor in neun Orten Höxters. In Lüchtringen war er von 1951 bis 2008 als Ortsheimatpfleger tätig.
Ab 1939 war Fromme mit Luzie Korte verheiratet; das Ehepaar hatte sieben Kinder.

## Werke
- Lüchtringen, Grenzdorf zwischen Weser und Solling. Heimatgeschichte. 1980
- Alt-Lüchtringen und seine Meyer-Höfe. Textteil. 1984
- Alt-Lüchtringen und seine Meyer-Höfe. Bildmaterial. 1984
- Halderkeoken un wat süss in Lüchtringen vorr hundert Johren up’n Disch kamm. Heimat- u. Verkehrsverein Lüchtringen, Lüchtringen 1997, ISBN 3-9805898-0-3
- Lüchtringer Heimatblätter[2]